# Émile Galichon
 (janvier 2018).
Émile Galichon, né le 15 décembre 1829 à Paris et mort le 8 février 1875 à Cannes, est un historien de l'art, critique et collectionneur français, spécialiste de l'estampe.

## Biographie
Émile Léonard Galichon est le fils d'un négociant en vins à Paris.
Il achete la Gazette des beaux-arts en 1863 et en devient le directeur. 
Il fonde en 1868 la Société française de gravure, dont il a été le directeur jusqu'à sa mort.
Il organise une exposition d'art au Palais de l'Industrie en 1869. En août et septembre 1869, il fait un voyage à Munich en compagnie de Charles Blanc et Paul Chenavard.
À partir de 1872, pour des raisons de santé, il se rend souvent à Cannes où il loge villa Léon ou villa Francis. La maladie l'obligeant à diminuer ses activités, il délaisse la direction de la Gazette des beaux-arts.
En novembre 1874, il est nommé membre associé de l'Académie de Mâcon, dont son père était membre titulaire.
Après son décès, les livres, estampes et dessins de sa collection sont vendus à l'hôtel Drouot en mai 1875.
Émile Galichon se marie le 5 août 1854 avec Julia Adélaïde Galichon, dont il a eu une fille et un fils qui a légué au musée du Louvre des dessins de la collection de son père.

## Publications
- École primitive de Venise : Girolamo Mocetto, peintre et graveur vénitien, Paris, J. Claye, 1859.
- Giovanni Battista del Porto dit le maitre a l'oiseau : peintre graveur du XVIe siècle, Paris, J. Claye, 1859.
- « Restauration des tableaux du Louvre, réponse à un article de M. Frédéric Villot », Gazette des beaux-arts, 1860.
- « Nouvelles observations sur la restauration des tableaux du Louvre, réponse à M. Ferdinand de Lasteyrie », Gazette des beaux-arts, 1860.
- Albert Dürer : sa vie et ses œuvres, 1861 (en ligne).
- Des destinées du musée Napoléon III. Fondation d'un Musée d'art industriel, Paris, E. Dentu libraire, 1862 (en ligne).
- Études critiques sur l'administration des Beaux-Arts en France de 1860 à 1870, Paris, Bureau de la Gazette des beaux-arts, 1871 (en ligne).